# Alerta d'emergències al mòbil de la Unió Europea
L'alerta d'emergències al mòbil de la Unió Europea o EU-Alert és el sistema de Servei Europeu d'Alerta Pública traslladat a la tecnologia de difusió cel·lular. Es tracta d'un sistema compatible amb l'estàndard Wireless Emergency Alerts (WEA), tal com s'utilitza als Estats Units d'Amèrica. Del 2012 ençà, i de manera predeterminada, els sistemes operatius de telèfons mòbils com Android, iOS i Windows admeten la tecnologia EU-Alert via difusió de cel·la per als missatges d'avís públic.

Els països que utilitzen el servei d'alerta de la UE s'identifiquen substituint les lletres UE per les lletres d'identificació del país a la norma ISO 3166-1.

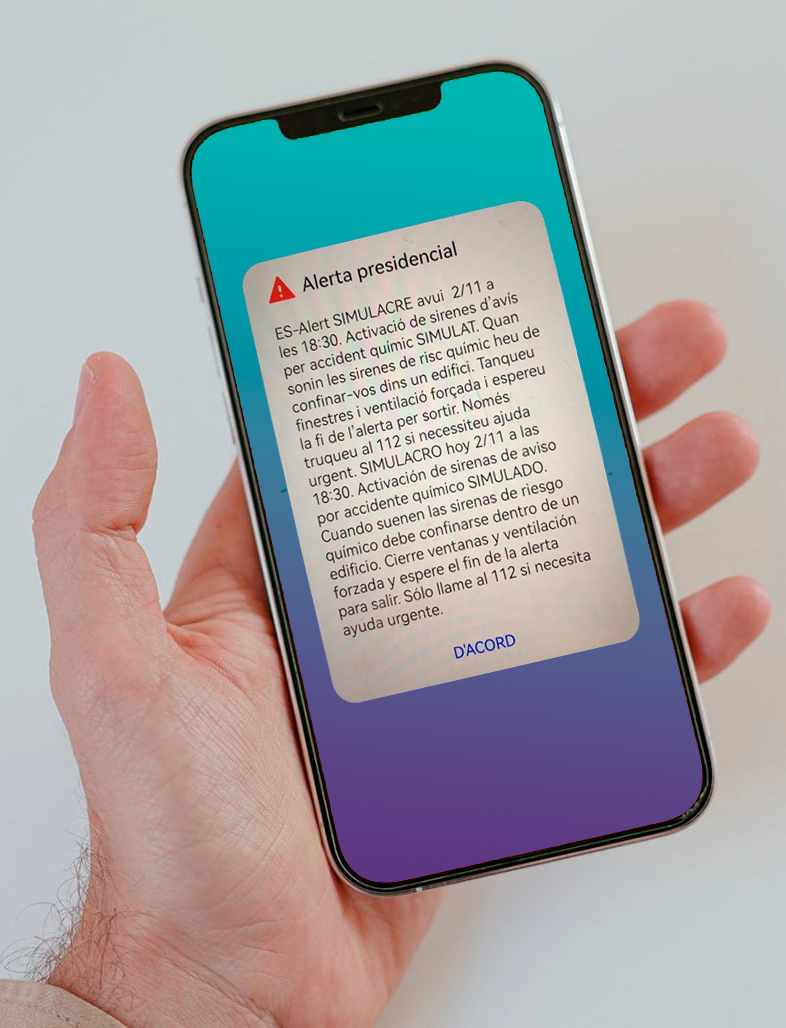
Simulacre, en català i castellà, d'una alerta de la UE en un mòbil geolocalitzat a Catalunya.

## Estàndard d'alerta de la UE
L'estàndard d'alerta de la UE (TS 102 900 V1.3.1) tal com el defineix l'ETSI, és el Servei d'Avís Públic Europeu que utilitza el servei de difusió cel·lular com a mitjà per enviar missatges d'avís públic al públic en general.
Depenent de la legislació del país, hi ha 5 tipus de missatges del servei d'avís públic (PWS) que es poden rebre al dispositiu mòbil. S'agrupen en títols i canals de Cell Broadcast i inclouen:
- Amenaces extremes: classificades com a amenaces per a la pròpia vida i els béns, com ara un esdeveniment meteorològic catastròfic imminent (huracà, tsunami, tifó, inundacions), advertències d'epidèmia de malalties o atacs terroristes.[2]
- Amenaces greus: menys greus que les amenaces extremes, podrien ser el mateix tipus de situacions, però a una escala més petita: mantingueu-vos segur, però no cal empaquetar el cotxe i dirigir-se cap als turons.
- Alertes UE-Amber, Ambre: són alertes específiques destinades a localitzar un nen desaparegut.
- EU-Info, missatges de seguretat pública per transmetre accions essencials i recomanades que poden salvar vides o béns (per exemple, llocs d'acollida d'emergència o ordre d'ebullició d'aigua).
- UE-Exercici, missatges de prova per a finalitats nacionals/regionals/locals.

En aquells països que s'ha seleccionat el servei de difusió cel·lular com a tecnologia per enviar missatges d'avís públic, fins a un 70%-85% de la població de més de dotze anys rebrà el missatge de verificació d'avís públic en qüestió de segons després que les autoritats governamentals hagin enviat el missatge. La difusió cel·lular és compatible des del 2012 amb l'aplicació de missatgeria predeterminada a Android, iOS i Windows 10. En altres països s'han utilitzat sistemes similars basats en difusió cel·lular, per exemple Emergency Mobile Alert (Nova Zelanda) i Wireless Emergency Alerts (EUA).

## Implementació per part dels estats membres

Estat d'implantació del sistema d'alerta de la UE. Verd fosc: difusió cel·lular, Verd clar: difusió cel·lular en implementació, Blau: SMS basat en la ubicació (LB-SMS), Turquesa: LB-SMS s'està actualitzant a difusió cel·lular.

Disponibilité des alertes UE :
Vert foncé : Diffusion cellulaire active
Vert clair : Diffusion cellulaire en préparation
Bleu : SMS géolocalisés
Turquoise : Les SMS géolocalisés seront remplacés par la diffusion cellulaire.
Bleu clair : Autres dispositifs d'alerte (par exemple, application ou sirènes)

Els següents països tenen un sistema d'alerta de la UE operatiu basat en l'estàndard que utilitza la tecnologia de difusió cel·lular:
- NL-Alert: la variant nacional d'EU-Alert per als Països Baixos.
- GR-Alert: la variant nacional d'EU-Alert per a Grècia.
- LT-Alert: la variant nacional d'EU-Alert per a Lituània.
- RO-Alert: la variant nacional d'EU-Alert per a Romania.
- ES-Alert: la variant nacional d'EU-Alert per a Espanya (va començar les proves entre octubre-novembre de 2022).
- FR-Alert: la variant nacional d'EU-Alert per a França. (va començar les proves el maig de 2022).[3] L'inici de la utilització nacional està previst per a finals de juny de 2022.[4]
- DE-Alert: la variant nacional d'EU-Alert per a Alemanya.[5]
- S!RENEN (en anglès "The S!REN"): La variant nacional d'EU-Alert per a Dinamarca.[6] El sistema es va llançar formalment l'abril de 2023,[7] i es va activar per primera vegada durant la prova nacional anual de Dinamarca del sistema de sirena de defensa civil el maig de 2023.

Els següents països estan en fase d'implementació o prova del sistema d'alerta de la UE basat en l'estàndard que utilitza la tecnologia de difusió cel·lular:
- AT-Alert: la variant nacional d'EU-Alert per a Àustria, que s'està implementant.
- LU-Alert: la variant nacional d'EU-Alert per a Luxemburg[8] - actualment LB-SMS, s'està actualitzant a CB
- IT-Alert: la variant nacional d'EU-Alert per a Itàlia; va començar a provar l'octubre de 2020,[9] servei experimental parcial des de febrer de 2023.[10] Els centres de difusió cel·lular a Itàlia són proporcionats per infinite-convergence, un soci CBC de marca blanca de Nokia.
- Letònia[11]
- Eslovènia[12]
- República d'Irlanda[13]
- Alerta RCB : sistema d'SMS basat en la ubicació en ús a Polònia. S'ha d'actualitzar a la tecnologia Cell Broadcast a partir del 2023.[14]

Els següents països utilitzen sistemes SMS basats en la ubicació que no s'adhereixen a l'estàndard ETSI EU-Alert, però que poden complir la legislació de la UE.
- Bèlgica - BE-Alert
- Estònia - EE-Alarma
- Islàndia - Váboðunarkerfi Almannavarna
- Suècia - VMA

## Legislació de la UE
L'11 de desembre de 2018, el Consell de la Unió Europea v adoptar la nova Directiva sobre el Codi Europeu de Comunicacions Electròniques (EECC). Segons la nova Directiva, tots els estats membres de la UE també hauran d'establir un sistema d'avís públic per protegir els ciutadans. Aquest sistema enviarà alertes als telèfons mòbils de tots els ciutadans i visitants d'una zona concreta en cas de catàstrofe natural, atac terrorista o una altra emergència important a la seva zona.
La implantació obligatòria del sistema d'avís públic s'haurà d'establir abans del 21 de juny de 2022 per a cada estat membre de la UE (Text complet del Codi Europeu de Comunicacions Electròniques ).
Requisits de la legislació: d'acord amb la directiva, un sistema d'alerta pública (PWS) ha de poder:
- Orientar la població afectada per una geografia específica per no provocar un pànic generalitzat
- Arribar a un alt percentatge de persones a la zona d'orientació, no només als residents, sinó també als visitants itinerants i utilitzant la seva llengua materna
- Enviar missatges en temps real, en qüestió de segons i amb un alt grau de fiabilitat
- Enviar missatge sense necessitat que el públic s'hagi d'inscriure
- La transmissió de missatges d'avís públic ha de ser gratuïta per als usuaris finals no només per als residents sinó també per als visitants itinerants.

## Directrius del BEREC
D'acord amb l'article 110(2) EECC, abans del 21 de juny de 2020, el BEREC ha de publicar les directrius sobre com avaluar si l'eficàcia dels sistemes d'avís públic en virtut de l'article 110(2) EECC és equivalent a l'eficàcia d'aquests sistemes en virtut de l'article 110(2). 1) EECC.

## Solucions alternatives

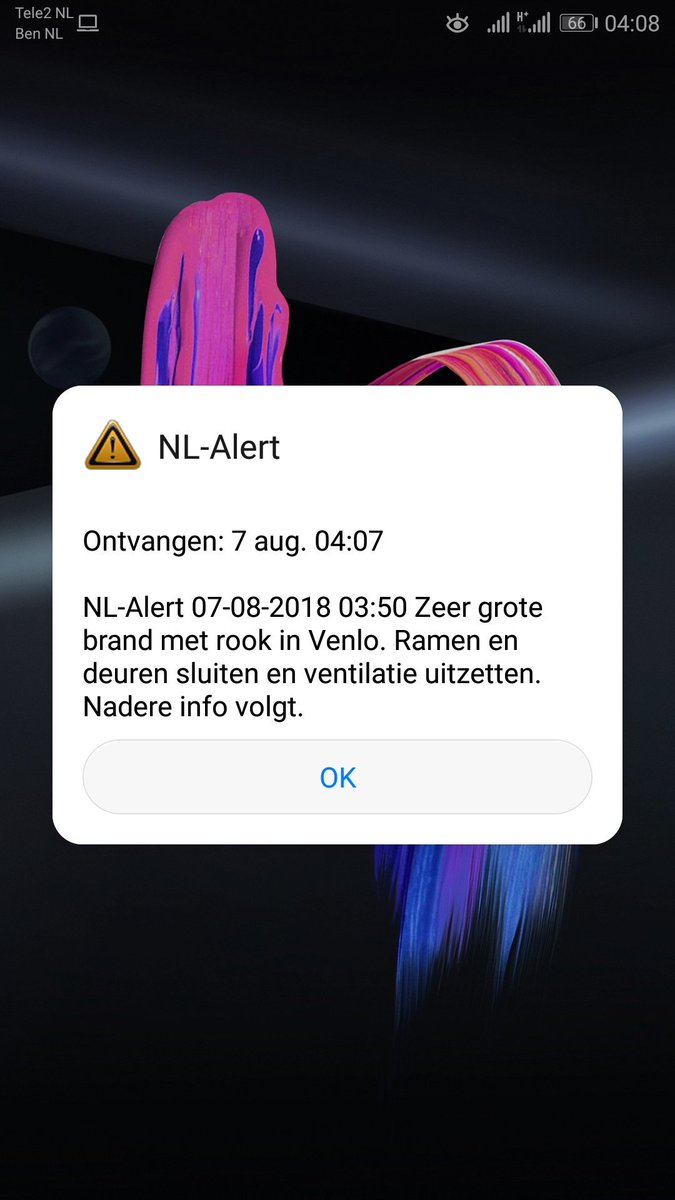
Missatge d'emissió cel·lular d'alerta de la UE/alerta NL a la zona de Venlo, Països Baixos, el 7 d'agost de 2018 com a resultat d'un gran incendi tòxic en un dispositiu Android.

Hi ha la possibilitat que l'Alerta de la UE utilitzi altres serveis de comunicacions electròniques, com ara aplicacions o SMS basats en la ubicació. No obstant això, s'han de complir diverses condicions segons la nova legislació europea sobre el codi de comunicacions electròniques:
- Tan eficient com les tecnologies basades en xarxa
- La recepció de l'alerta hauria de ser fàcil
- Informació a tots els visitants que entren al país
- La transmissió de l'alerta és gratuïta per a l'usuari
- Complir les normes de privadesa

## Aplicacions mòbils descarregables
Hi ha diverses aplicacions mòbils descarregables al mercat que sovint alerten sobre catàstrofes naturals; no obstant això, sovint no són d'iniciatives oficials, sinó que formen part d'iniciatives privades que reprodueixen la informació dels organismes estatals.
Totes les aplicacions mòbils descarregables tenen el problema que es veuen molt afectades per la càrrega de trànsit, ja que requereixen l'ús de dades mòbils; per tant, especialment en cas d'un desastre quan els pics de càrrega de dades (xarxes socials, veu i aplicació mòbil) tendeixen a frenar significativament les xarxes mòbils, com s'ha demostrat durant múltiples atacs terroristes.
A més, els subscriptors han de descarregar aplicacions mòbils i l'experiència al llarg dels anys a molts països és que només una fracció de la població farà l'esforç per descarregar-la i utilitzar una aplicació mòbil d'emergència que només s'activa unes quantes vegades a l'any. Alguns exemples són a Alemanya amb 1.500.000 descàrregues de l'aplicació mòbil Katwarn i NINA que arriba a un màxim de 2,5 milions de persones a Alemanya (<3% de la població alemanya) i França només 500.000 descàrregues de l'aplicació mòbil SAIP (<1). % de la població francesa) malgrat les grans inversions en desenvolupament i màrqueting d'aplicacions. A França, a causa de l'èxit limitat de l'aplicació mòbil baixable SAIP (Système d'Alerte et d'Information des Populations), el servei es va aturar el juny de 2018.

## SMS basat en la ubicació
Pel que fa a la xarxa i a l'usuari final, un missatge SMS basat en la ubicació (LB-SMS) és simplement un missatge SMS normal que s'envia a un subconjunt de dispositius connectats a la xarxa mòbil, que es troba en una determinada àrea geogràfica. Tanmateix, per tal d'aconseguir això per a algunes topologies de xarxa mòbil, la xarxa ha de mantenir una base de dades de tots els dispositius mòbils a la ubicació de destinació per als possibles missatges del servei d'avís públic. En altres paraules, per a totes les àrees on el mòbil preveu que puguin lliurar missatges LB-SMS, s'ha de mantenir actualitzada en tot moment una llista de tots els usuaris que es troben actualment en aquestes àrees.
Tot i que les xarxes mòbils requereixen coneixement de les ubicacions dels subscriptors per al funcionament normal, això no es manté en tot moment a la granularitat del nivell de cèl·lula única. Per tant, una implementació de LB-SMS sol requerir el desplegament d'un Mobile Location Centre (MLC). Els mètodes utilitzats per l'MLC per fer un seguiment dels dispositius mòbils a mesura que es mouen per la xarxa no estan estandarditzats i estan subjectes a un cert nivell d'inexactitud. Alguns MLC fan un seguiment de la ubicació del dispositiu fins al nivell de la cel·la, mentre que altres proveïdors de MLC afirmen poder situar la ubicació del dispositiu amb un nivell de precisió més gran. En funció del nivell de granularitat de la ubicació emmagatzemat a l'MLC, la precisió de l'orientació variarà. S'ha de tenir en compte que pot haver-hi implicacions de privadesa en el seguiment de les ubicacions dels usuaris d'aquesta manera.
A part de l'aspecte específic de la ubicació, la diferència principal entre els serveis CB i LB-SMS és que la xarxa mòbil per a SMS basats en la ubicació ha de portar el missatge de cada destinatari per separat, ja que els estàndards d'SMS no tenen un "un a molts" o una capacitat de difusió.
Els missatges LB-SMS tenen l'aspecte i el comportament de qualsevol altre missatge SMS que rebria un usuari, i l'usuari no té cap manera de verificar que el missatge prové d'una font autoritzada que no sigui l'identificador d'enviament (sovint '112', que es poden falsificar fàcilment).
Basant-se en l'experiència dels darrers anys, l'Agència Sueca de Contingències Civils va concloure en un informe publicat el maig de 2018 que, en cas d'esdeveniments greus, és molt poc probable que els missatges d'avís públic per SMS funcionin i s'entreguin de manera immediata (menys d'un minut).

### Desavantatges
Els desavantatges d'utilitzar els SMS basats en la ubicació en els sistemes nacionals d'avís públic són:
- Cap organisme de normalització de telecomunicacions reconegut internacionalment ha definit o definirà un estàndard per a SMS basats en la localització per als serveis d'alerta pública.
- Escalabilitat. Tot i que les xarxes mòbils estan dimensionades per transportar milions de missatges al dia, els MNO assumeixen una distribució relativament plana a tota la xarxa tant pel que fa al temps com a la ubicació. En altres paraules, el nombre mitjà de missatges per segon en una cel·la determinada és relativament baix fins i tot en una xarxa ocupada. Tanmateix, en alguns casos d'ús d'alertes (per exemple, notificant a tots els usuaris d'una àrea determinada per SMS) seria possible que la xarxa d'accés de ràdio s'inundi amb missatges SMS. En aquest cas, els missatges que no es poden lliurar en el primer intent s'acostumen a posar en cua a l'SMSC MNO per a posteriors intents de lliurament. En el pitjor dels casos, la xarxa mòbil podria trigar hores a lliurar tots els missatges d'advertència en cua.
- El termini de lliurament dels missatges d'avís SMS basats en la ubicació a grups de persones a l'àrea de destinació geogràfica són llargs i depenen del nombre de persones presents a la zona, poden trigar fins a diverses hores a arribar a 300.000 persones en una ciutat. Per exemple, en el cas de Suècia del maig de 2018[22] i en el cas de Portugal de setembre de 2019.[23]
- A causa de la naturalesa de l'encaminament d'SMS internacional (enrutament d'SMS local). També cal tenir en compte que els missatges SMS de LB sovint no arribaran als roamings entrants, ja que l'operador local bloqueja l'entrega de missatges basats en codi curt a l'estranger a causa de l'acord de tarifa d'itinerància (AA19).
- La granularitat d'un missatge d'avís LB-SMS dependrà de la precisió de l'MLC a la xarxa dels MNO, normalment una sola cel·la que té un radi entre 3 km i 25 km.
- Els missatges d'advertència LB-SMS no produiran sons de notificacions ni un to de trucada ni una vibració diferents d'un missatge SMS normal, de manera que els usuaris finals podrien fàcilment passar per alt els missatges d'advertència.
- Els missatges SMS LB es poden falsificar fàcilment i requeririen el desplegament de dispositius de seguretat, per exemple Tallafoc SMS a cada operador de telefonia mòbil d'enllaços de senyalització SS7 internacionals.
- Quan s'envia un LB-SMS, es pot sol·licitar una confirmació d'entrega després de l'enviament del missatge a l'SMSC dels MNO. Aquesta confirmació proporciona informació sobre el lliurament del missatge només al dispositiu de l'usuari final, sense cap indicació de si el missatge s'ha llegit o no. Tanmateix, aquests missatges de confirmació de lliurament poden augmentar la càrrega de la xarxa per a un esdeveniment d'alerta determinat, l'impacte del qual s'ha de tenir en compte.